# Priacanthidae
Priacanthidae é uma família de peixes da subordem Percoidei, superfamília Percoidea.

## Géneros e espécies

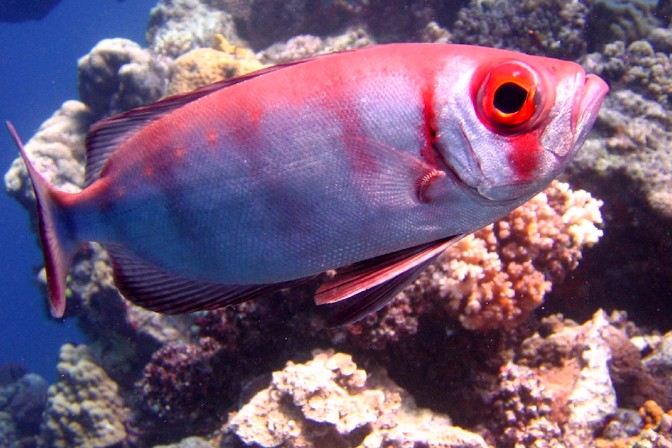
Priacanthus hamrur

Existem 18 espécies em quatro géneros:
- Cookeolus
  - Cookeolus japonicus (Cuvier, 1829).
- Heteropriacanthus
  - Heteropriacanthus cruentatus (Lacépède, 1801).
- Priacanthus
  - Priacanthus alalaua Jordan & Evermann, 1903.
  - Priacanthus arenatus Cuvier, 1829.
  - Priacanthus blochii Bleeker, 1853.
  - Priacanthus fitchi Starnes, 1988.
  - Priacanthus hamrur Forsskål, 1775.
  - Priacanthus macracanthus Cuvier, 1829.
  - Priacanthus meeki Jenkins, 1903.
  - Priacanthus nasca Starnes, 1988.
  - Priacanthus prolixus Starnes, 1988.
  - Priacanthus sagittarius Starnes, 1988.
  - Priacanthus tayenus Richardson, 1846.
  - Priacanthus zaiserae Starnes & Moyer, 1988.
- Pristigenys
  - Pristigenys alta (Gill, 1862).
  - Pristigenys meyeri (Günther, 1872).
  - Pristigenys niphonia (Cuvier, 1829).
  - Pristigenys serrula (Gilbert, 1891).